# Sau (Manatuto)
Sau ist ein osttimoresischer Suco im Verwaltungsamt Manatuto (Gemeinde Manatuto).

## Geographie

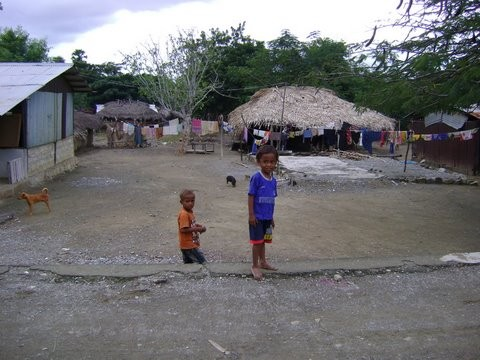
Obrato

Der Suco Sau liegt im Nordwesten des Verwaltungsamts Manatuto am Ufer der Straße von Wetar. Südlich befinden sich die Sucos Iliheu, Ailili und Aiteas, östlich der Suco Ma'abat. Im Westen von Sau liegt das Verwaltungsamt Laclo mit dem Suco Uma Caduac. Der Nördliche Lacló, einer der wenigen Flüsse im Norden Timors, der ganzjährig Wasser führt, folgt einem Teil der Grenze Saus nach Süden, bevor er westlich der Stadt Manatuto den Suco durchquert und schließlich in die Straße von Wetar mündet. Der Teil des Sucos westlich des Flusses gehört zur Important Bird Area des Berges Curi.
Sau hat eine Fläche von 13,77 km² und teilt sich in die zwei Aldeias Obrato und Sau.
Der Ort Sau ist Teil der Stadt Manatuto und liegt im Norden des Sucos, auf einer Meereshöhe von 0 m. Hier befindet sich unter anderem die Grundschule Escola Primaria No.3 Sau.
Die Gemeindehauptstadt Manatuto liegt beiderseits der Grenze zwischen Sau und Ma'abat. Auf Seiten von Sau liegen die Ortsteile Sau, Manatuto, Ailili, Aiteas und Iun. Am Westufer des Nördlichen Laclos liegen die Dörfer Malarahu, Obrato und an der Küste Obrato 1. Vier Überlandstraßen treffen in Manatuto zusammen: Aus Laclubar, Laclo, Dili und Vemasse.

## Einwohner
In Sau leben 3.903 Einwohner (2022), davon sind 2.003 Männer und 1.900 Frauen. Im Suco gibt es 660 Haushalte. Über 49 % der Einwohner geben Galoli als ihre Muttersprache an. Über 38 % sprechen Tetum Prasa, je 3 % Idaté oder Tetum Terik, Minderheiten Habun, Makasae, Waimaha oder Fataluku.

## Geschichte

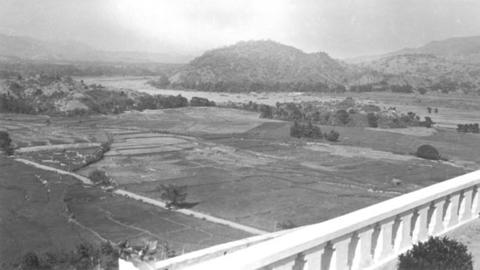
Blick hinab vom Sitz des Kolonialadministrators auf den Nördlichen Lacló (um 1940)

Am Ostrand von Sau liegt der Hügel Iliheu Tatua. Auf seinem Gipfel stand ursprünglich die Tranqueira Sau Huhun. In der Kolonialzeit wurde aus deren Steinen eine Pousada oder nach anderen Angaben der Sitz des lokalen Kolonialadministrators errichtet. Heute sind von dem Gebäude nur noch Ruinen vorhanden.

## Politik

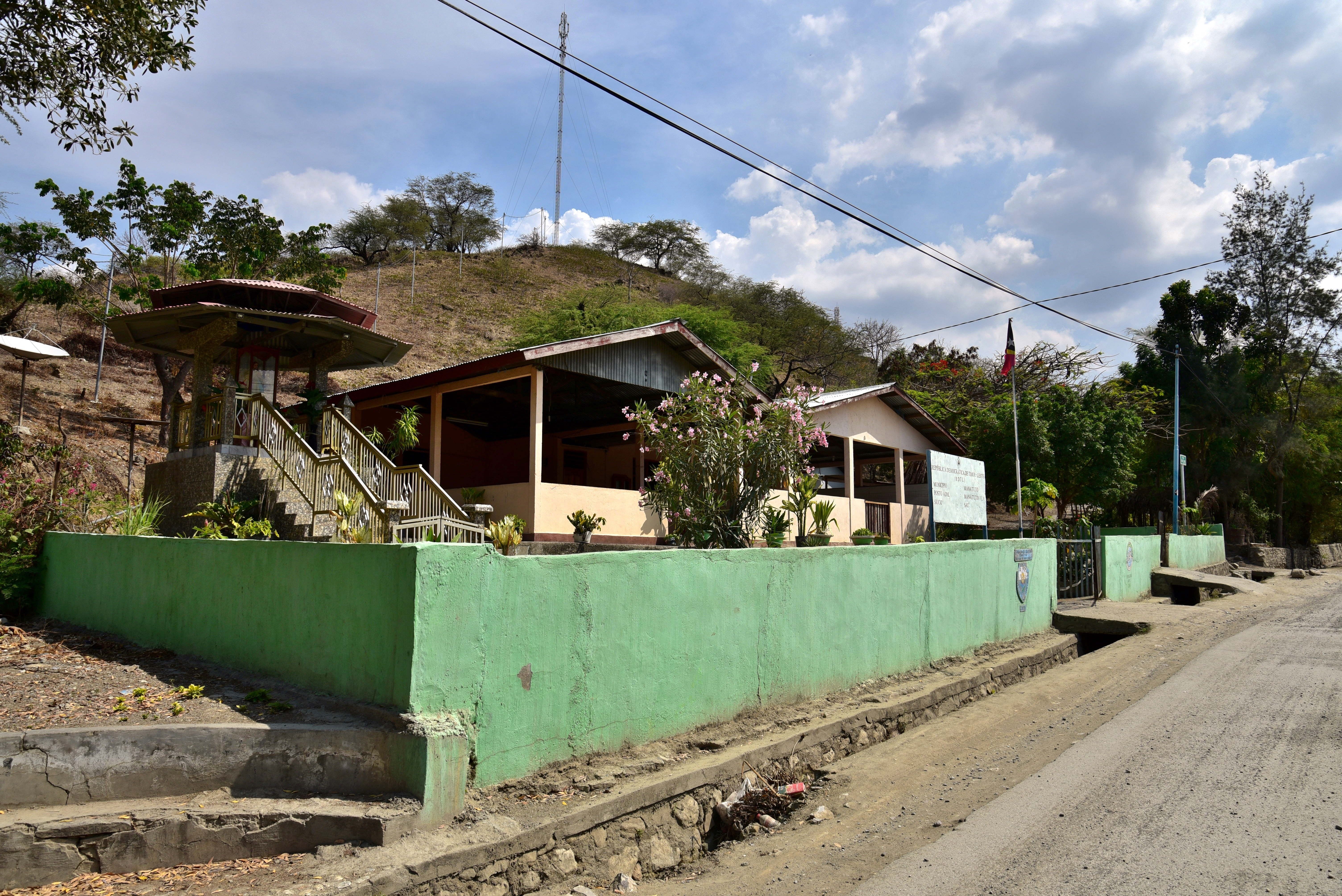
Sitz des Sucos Sau

Bei den Wahlen von 2004/2005 wurde António dos Reis da Costa zum Chefe de Suco gewählt und 2009 in seinem Amt bestätigt. Bei den Wahlen 2016 gewann Barbara Gama Soares.